# Minna
Minna   este un oraș  în  Nigeria. Este reședința  statului  Niger.